# Willy Erkens
Willy Erkens (Sittard, 2 september 1935) is een Nederlandse voormalig profvoetballer die voor Sittardia en VVV speelde.

## Spelersloopbaan
Erkens begon op tienjarige leeftijd bij Sittardse Boys dat in 1950 met vv Sittard fuseerde tot Sittardia.
Hij debuteerde op vijftienjarige leeftijd in het eerste elftal op 14 januari 1951, tijdens een thuiswedstrijd tegen Brabantia (1-1). Erkens maakte in 1957 de overstap van Sittardia naar eredivisionist VVV. Hij maakte deel uit van het Venlose elftal dat de KNVB Bekerfinale in 1959 won dankzij een 4-1 overwinning op ADO. De Sittardenaar was inzetbaar op meerdere posities. Hij speelde doorgaans als linksbinnen, maar ook als linksbuiten, links- of rechtshalf en links- of rechtsback. Na de degradatie uit de eredivisie in 1962 keerde hij terug naar Sittardia dat eveneens in de Eerste divisie uit kwam. Drie jaar later zette hij na veel blessureleed een punt achter zijn spelersloopbaan.
Erkens speelde voor Nederlandse jeugdselecties en nam in zowel 1953 als 1954 deel aan het FIFA-jeugdtoernooi. Ook kwam hij uit voor het Limburgs- en Zuidelijk elftal.

## Profstatistieken
| Seizoen        | Club           | Competitie       | Competitie | Competitie | Beker | Beker | Intertoto | Intertoto | Totaal | Totaal |
| Seizoen        | Club           | Competitie       | Wed.       | Dlp.       | Wed.  | Dlp.  | Wed.      | Dlp.      | Wed.   | Dlp.   |
| -------------- | -------------- | ---------------- | ---------- | ---------- | ----- | ----- | --------- | --------- | ------ | ------ |
| 1954/55        | Sittardia      | Eerste klasse B  | ??         | 4          | —     | —     | —         | —         | ??     | 4      |
| 1955/56        | Sittardia      | Hoofdklasse B    | ??         | 6          | —     | —     | —         | —         | ??     | 6      |
| 1956/57        | Sittardia      | Eerste divisie B | 0          | 0          | 0     | 0     | —         | —         | 0      | 0      |
| 1957/58        | VVV            | Eredivisie       | 22         | 6          | 0     | 0     | —         | —         | 22     | 6      |
| 1958/59        | VVV            | Eredivisie       | 27         | 2          | 6     | 2     | —         | —         | 33     | 4      |
| 1959/60        | VVV            | Eredivisie       | 32         | 4          | —     | —     | —         | —         | 32     | 4      |
| 1960/61        | VVV            | Eredivisie       | 30         | 3          | 5     | 1     | —         | —         | 35     | 4      |
| 1961/62        | VVV            | Eredivisie       | 17         | 0          | 0     | 0     | 6         | 0         | 23     | 0      |
| 1962/63        | Sittardia      | Eerste divisie   | 29         | 0          | ?     | 0     | —         | —         | ??     | 0      |
| 1963/64        | Sittardia      | Eerste divisie   | 8          | 0          | 1     | 0     | —         | —         | 9      | 0      |
| 1964/65        | Sittardia      | Eredivisie       | 1          | 0          | 0     | 0     | —         | —         | 1      | 0      |
| Carrièretotaal | Carrièretotaal | Carrièretotaal   | ???        | 25         | ??    | 3     | 6         | 0         | ???    | 28     |